# Mattias Johansson
Mattias Johansson (Jönköping, 16 de fevereiro de 1992) é um futebolista profissional sueco que atua como lateral-direito.

## Carreira

### Panathinaikos
Mattias Johansson se profissionalizou no Kalmar FF, em 2012.
Mattias Johansson se transferiu ao Panathinaikos em 2017.